# Philamatologie
La philamatologie est la science du baiser et plus largement des activités labiales.
D'après  Tiffany Field, psychologue et fondatrice du Touch Research Institute à l'Université de Miami, les mères françaises sont particulièrement portées sur le baiser envers leurs bébés, ce qui stimulerait la tétée et le développement du langage chez les petits.
Chez les adultes, le baiser favorise la production de sérotonine, l'hormone régulatrice de l'humeur, et celle de l'ocytocine, associée au lien affectif.